# بدو عزیزم بدو
بدو عزیزم بدو (به انگلیسی: Run Sweetheart Run) فیلمی در ژانر ترسناک به کارگردانی و نویسندگی شانا فست و محصول سال ۲۰۲۰ ایالات متحده آمریکا است. بازیگرانی همچون الا بالینسکا، پیلو اسبک، کلارک گرگ، امل امین، دایو اوکینی، بتسی براندت و شهره آغداشلو در این فیلم ایفای نقش می‌کنند. جیسون بلام به عنوان تهیه‌کننده در زیر پرچم بلوم‌هاوس پروداکشنز فعالیت می‌کند.
این فیلم در جشنواره فیلم ساندنس در تاریخ ۲۷ ژانویه سال ۲۰۲۰ پخش شد و سپس توسط آمازون استودیوز از طریق پرایم ویدئو در ۲۸ اکتبر ۲۰۲۲ منتشر شد.

## بازیگران
- الا بالینسکا در نقش چری
- پیلو اسبک در نقش ایتن
- دایو اوکینی در نقش تری
- بتسی براندت در نقش جودی
- آوا گری در نقش آنیتا
- لامار جانسون در نقش نورلون
- جس گابور در نقش مایا
- کلارک گرگ در نقش جیمز آر. فولر
- شهره آغداشلو در نقش بانوی اول

## تولید
در ژوئن سال ۲۰۱۸، اعلام شد که شنا فست کارگردانی و نویسندگی فیلم بدو عزیزم بدو را به عهده خواهد داشت. جیسون بلوم، برایان کاوانا-جونز و فست به ترتیب به عنوان تهیه‌کننده این فیلم فعالیت می‌کنند
در فوریه سال ۲۰۱۹، الا بالینسکا، پیلو آسبک، کلارک گرگ، امل امین، دایو اوکینی، بتسی براندت و شهره آغداشلو به بازیگران این فیلم پیوستند.
شانا فست این فیلم را بر اساس تجربیات زندگی واقعی خود مبنی بر قربانی شدن یک تجربه آسیب زا و تجاوز جنسی بنا کرد.

### فیلمبرداری
عکاسی اصلی در فوریه ۲۰۱۹ آغاز شد.